# Мойли, Даниела
Даниела Мойли (нем. Daniela Meuli, род. 6 ноября 1981 года, Давос, Швейцария) — швейцарская сноубордистка, выступавшая в параллельном гигантском слаломе и параллельном слаломе, олимпийская чемпионка 2006 года и чемпионка мира 2005 года.